# Armand Peugeot
Pour les autres membres de la famille, voir Famille Peugeot.

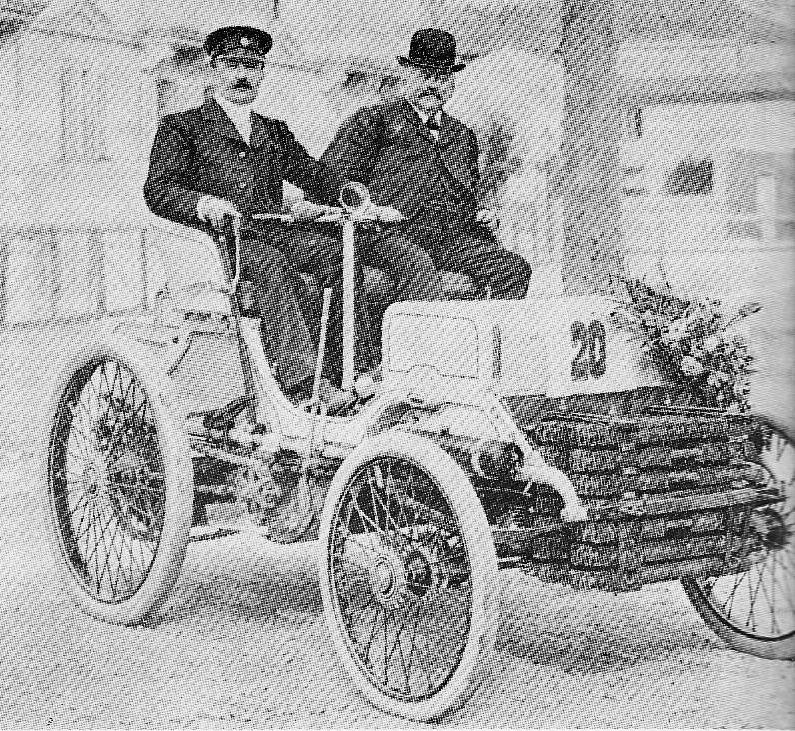
Lemaître, en 1899 avec Armand Peugeot (sur Peugeot).

Armand Peugeot, né le 18 juin 1849 à Valentigney, dans le Doubs, France, et mort le 4 février 1915 à Neuilly-sur-Seine, est un ingénieur centralien. Membre de la famille Peugeot, il a lancé Peugeot dans l'ère de l'automobile et de la bicyclette.

## Biographie

### La famille Peugeot
Armand Peugeot est issu d'une famille d'industriels du département du Doubs spécialisée dans la fabrication de moulins à café, de lames de scie, d'outils etc. Il succéda à son père et son oncle à la tête de l'entreprise familiale avec son cousin Eugène.

### Le projet de fabrication de bicyclettes
Armand Peugeot a passé une partie de sa vie à Leeds en Angleterre où il a vu l'importance de la bicyclette dans la vie quotidienne. Lors de la réunion des associés Peugeot du 6 juin 1885, il a dit « Nous devons nous intéresser à la fabrication de vélocipèdes et de tricycles ». Pour accélérer leur fabrication, il n'hésite pas à donner à l'entreprise une partie de son jardin. Dès 1885, les premières bicyclettes sortent ainsi des usines de Peugeot.

### Le projet de fabrication d'automobiles
Visionnaire, Armand Peugeot décide de fabriquer des automobiles. En 1889, il fait construire un tricycle à vapeur entraîné par une chaudière conçue par Léon Serpollet. Elle est la première a disposer de véritable siège, de ressorts. Son moteur dispose de deux cylindres et entraîne l'essieu moteur avec une chaîne. Il la présente à l'exposition universelle de Paris et obtient des commentaires mitigés. Dans L'année scientifique, Louis Figuier écrit : « On en voyait un modèle à l'Exposition, mais il laissait beaucoup à désirer et on ne peut considérer encore cet appareil de locomotion que comme à l'état d'étude ».
Il se persuade cependant que le moteur à explosion permet de construire une voiture plus fiable et plus légère. À la même époque, Émile Levassor constructeur de moteurs sous licence Daimler, propose la fabrication d'automobiles à Armand Peugeot. C'est ainsi qu'en janvier 1891, Peugeot produit et commercialise l'une des premières voitures « sans chevaux », un vis-à-vis, suivent les type 2 et type 3. Développant une puissance de 8 ch, elles atteignent une vitesse d'environ 15 km/h.

### La naissance d'un empire industriel

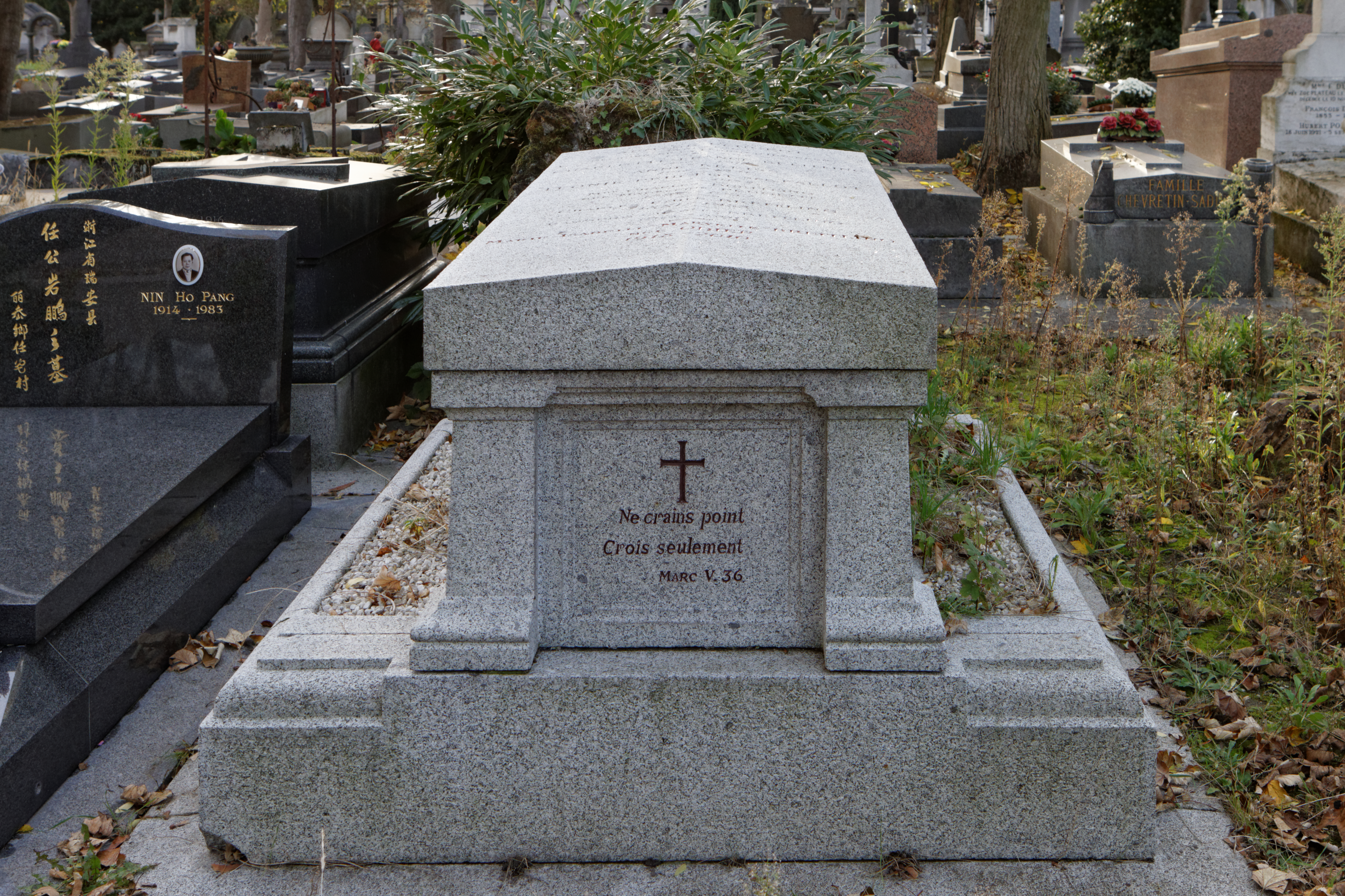
Tombe au cimetière du Père-Lachaise.

Contrairement à Armand, son cousin, Eugène Peugeot, est hostile à l'automobile, les deux cousins se séparent. Eugène continue seul les fabrications en excluant les voitures et Armand fonde la « Société des automobiles Peugeot » qui s'installe en partie à Lille, où sont déposés les statuts de l'entreprise le 2 avril 1896. L'usine principale est créée en 1897, dans le Doubs à Audincourt. À la fin du XIXe siècle, s'ajoute l'atelier de Lille-Fives.
Il est le premier président de la chambre syndicale des constructeurs automobiles de 1909 à 1913.
En 1910, les deux sociétés fusionnent pour devenir la « Société anonyme des automobiles et cycles Peugeot ».
En 1912, l'usine de Sochaux est inaugurée elle fabrique des camions. Avant la Première Guerre mondiale, Peugeot construit près de mille automobiles, soit la moitié de la production française.
Armand Peugeot meurt en 1915 et est inhumé au cimetière du Père-Lachaise (95e division).
En 2014, la ville de La Garenne-Colombes a créé une nouvelle rue en son nom pour lui rendre hommage ainsi qu'à Peugeot pour son implémentation dans la ville.

## Remarques
- En 1900, il intègre la commission d'exécution des concours dans le cadre Automobilisme lors des Sports de l'Exposition Universelle de 1900 -non reconnus officiellement par le comité olympique-, durant l'année des Jeux olympiques d'été de 1900[5].
- En 1904, il obtient une concession de houille à Lomont (Haute-Saône) avec Auguste Schwander et Jules Japy, mais le charbon situé à plus d'un kilomètre de profondeur n'est pas exploité.
- Passant ses vacances, ainsi que les autres membres de la famille Peugeot, à Morgat (Finistère), Armand Peugeot a contribué, avec les architectes Abel et Gaston Chabal, à créer une station balnéaire à la mode. Il a laissé une collection de photographies de la presqu'île de Crozon vers 1885.

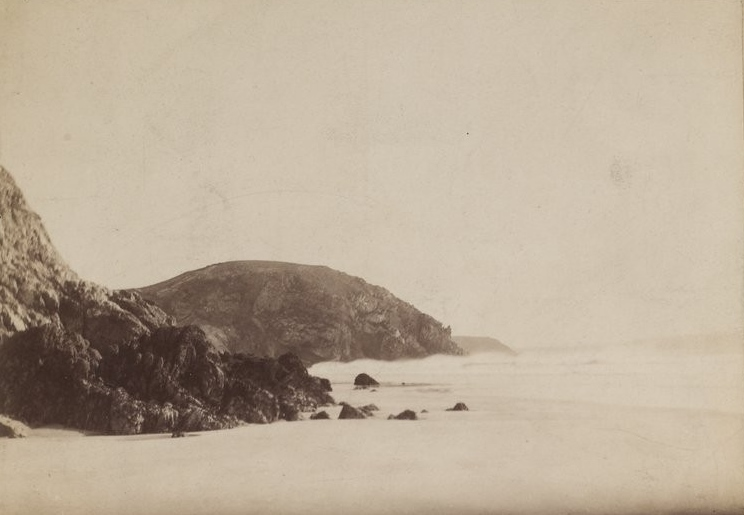
La plage de Morgat en 1885 (photographie d'Armand Peugeot).
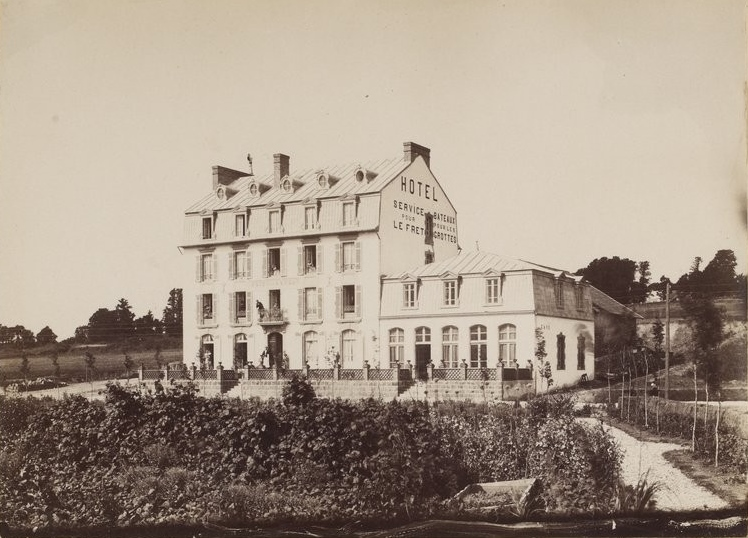
L'hôtel de Morgat en 1885 (photographie d'Armand Peugeot).
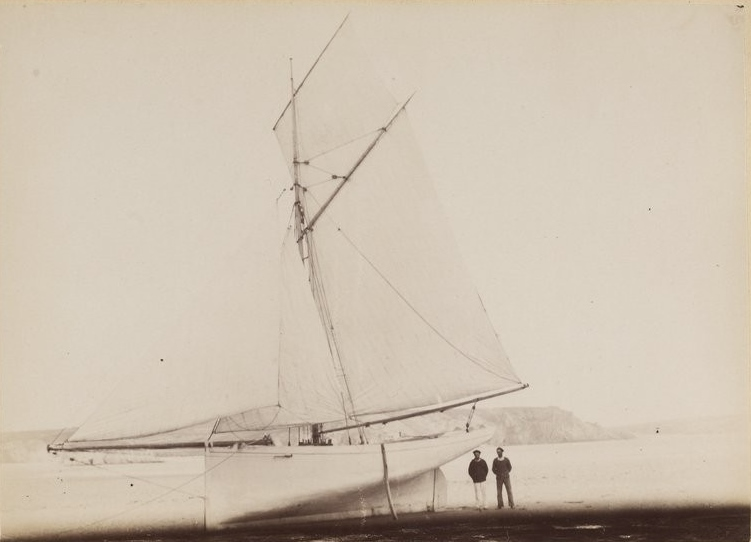
Le yacht La Ville d'Ys à Morgat en 1885 (photographie d'Armand Peugeot).
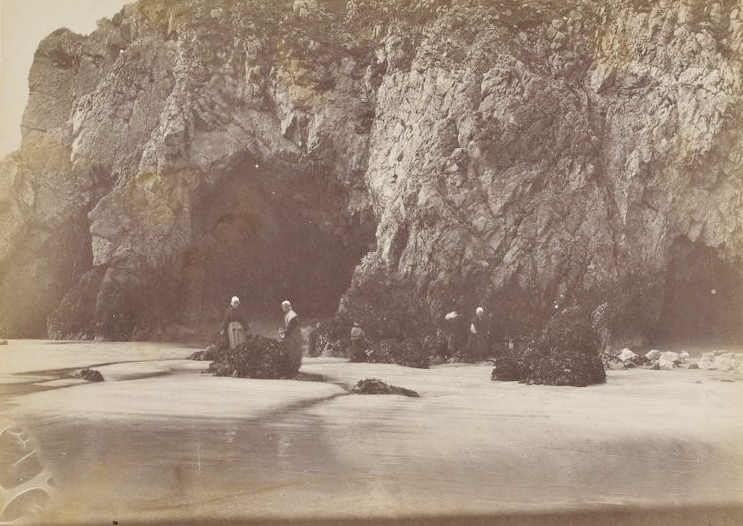
Les petites grottes de Morgat en 1885 (photographie d'Armand Peugeot).
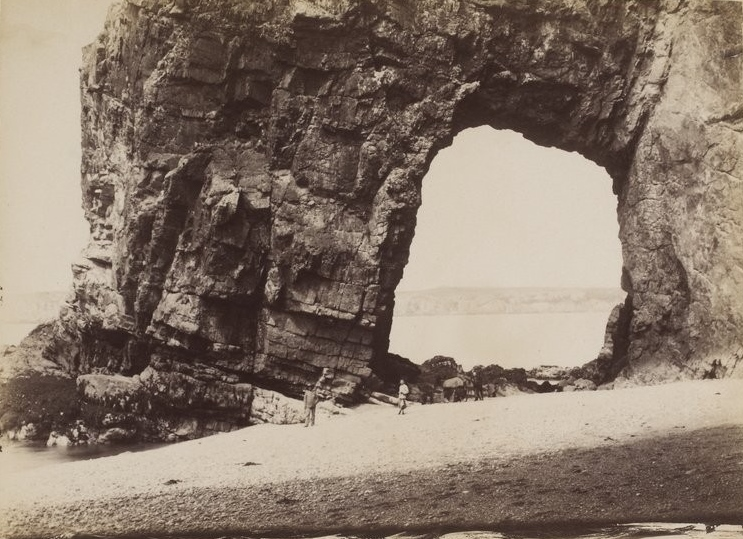
L'arche naturelle de la Pointe de Dinan en 1885 (photographie d'Armand Peugeot).
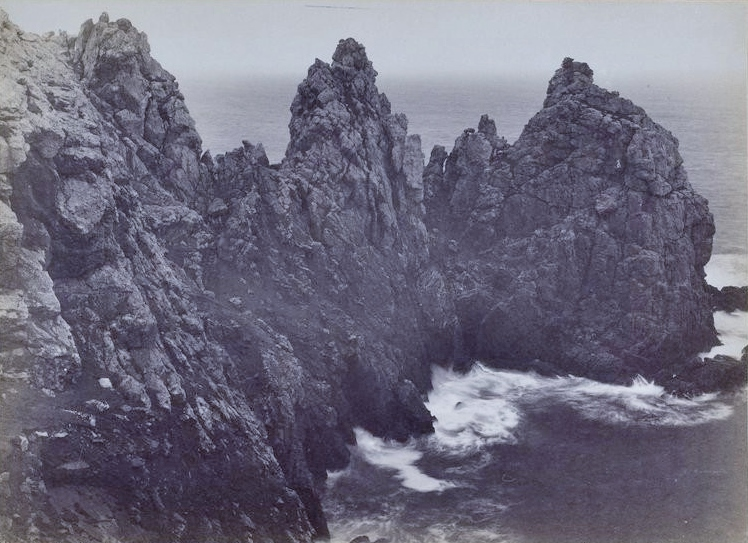
Gouffre près de la Pointe aux Pois (photographie d'Armand Peugeot).
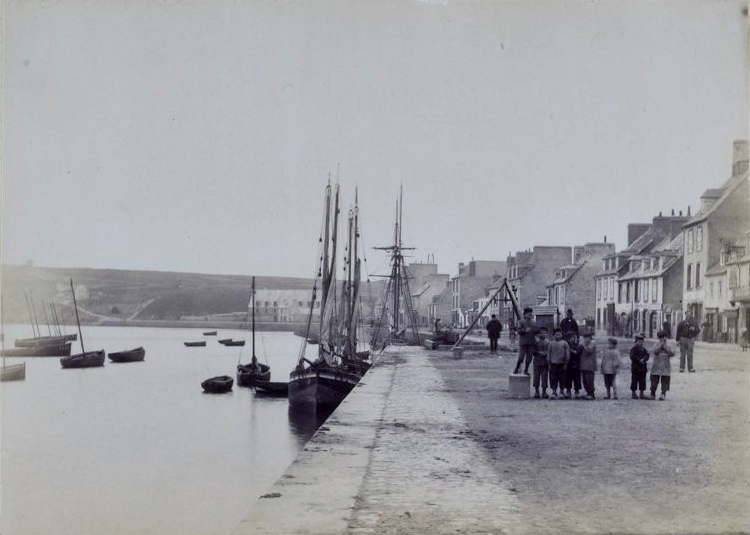
Camaret en 1885 (photographie d'Armand Peugeot).
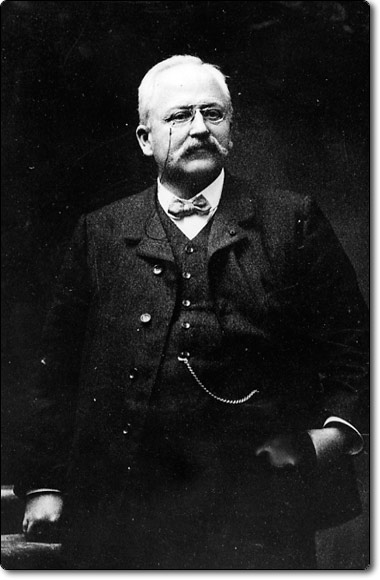
Armand Peugeot en 1900.

## Distinction
- Officier de la Légion d'honneur en décembre 1904, des mains d'Émile Loubet, au salon de l'automobile[6].